# Rathsleben
Rathsleben ist ein Ortsteil der Gemeinde Altmärkische Höhe im Landkreis Stendal in Sachsen-Anhalt.

## Geographie
Rathsleben, ein Straßendorf mit Kirche, liegt in der nördlichen Altmark am Holzwiesengraben Rathsleben, der in den Halmaygraben fließt. Im Westen des Dorfes befindet sich das Waldgebiet Rathslebener Holz.
Das Dorf liegt zwischen Arendsee (Altmark) und Osterburg (Altmark) am Rande der Altmärkischen Höhe, einem niedrigen Höhenzug, der die Einzugsgebiete der Flüsse Jeetze und Biese/Aland voneinander trennt.

## Geschichte

### Mittelalter bis Neuzeit
Rathsleben war ursprünglich ein Rundplatzdorf. Es wurde nach Dorfbrand von 1821 in Form eines Straßendorfes von Norden nach Süden wiederaufgebaut.
Die erste urkundliche Erwähnung von Rathsleben stammt aus dem Jahre 1319, als Waldemar, Markgraf der Mark Brandenburg, Besitzungen in Rathsleben an das Kloster Amelungsborn schenkte. In der Urkunde wird der Hof des Markgrafen (die Burg) curia Aulosen genannt, zu dem 17 Dörfer gehörten, darunter das Dorf Ratzslewe. Im Landbuch der Mark Brandenburg von 1375 wird das Dorf als Rasleve aufgeführt. Es gehörte dem Kloster Krevese. Weitere Nennungen sind 1600 Rahtschlebe, 1608 Ratzlebe und schließlich 1804 Rathsleben.
Bei der Bodenreform wurden 1945 festgestellt: 18 Besitzungen unter 100 Hektar hatten zusammen 214 Hektar, eine Kirchenbesitzung hatte
0,6 Hektar. Im Jahre 1958 entstand die erste Landwirtschaftliche Produktionsgenossenschaft vom Typ III, die LPG „Freundschaft und Frieden“.
Im Juni 2019 wurde das 700-jährige Bestehen Rathslebens unter anderem mit einem Festakt in der Dorfkirche gefeiert.

### Archäologie
Bodenfunde, wie ein Steinbeil aus der Zeit vor etwa 4000 Jahren und ein zeitlich noch nicht bestimmter Urnenfriedhof zeugen von einer frühen Besiedlung des Ortes.

### Herkunft des Ortsnamens
Die Wortstämme sind deutsch. Die Silbe rad oder radi ist die Bezeichnung für eine Person, leve oder leue steht für das Erbe.

### Ersterwähnung 1240
Der Historiker Peter P. Rohlach wies darauf hin, dass die von Hermes und Weigelt behauptete Ersterwähnung von 1240 nicht zu belegen ist. Diese bezieht sich wohl auf eine in Pommerschen Urkunden vorkommende Familie Rasleben.

### Eingemeindungen
Bis 1807 gehörte das Dorf zum Arendseeischen Kreis der Mark Brandenburg in der Altmark. Zwischen 1807 und 1813 lag es im Kanton Arendsee auf dem Territorium des napoleonischen Königreichs Westphalen. Ab 1816 gehörte die Gemeinde zum Kreis Osterburg, dem späteren Landkreis Osterburg.
Die Gemeinde Rathsleben kam am 25. Juli 1952 in den Kreis Osterburg. Am 1. Januar 1969 wurde Rathsleben in die Gemeinde Kossebau eingemeindet. Am 1. Januar 2010 kam der Ortsteil Rathsleben durch den Zusammenschluss von Kossebau und anderen Gemeinden zur Gemeinde Altmärkische Höhe als eigener Ortsteil zur Gemeinde Altmärkische Höhe.

### Einwohnerentwicklung
| Jahr | Einwohner |
| ---- | --------- |
| 1734 | 89        |
| 1774 | 65        |
| 1789 | 57        |
| 1798 | 52        |
| 1801 | 57        |
| 1818 | 50        |
| 1840 | 110       |
| 1864 | 117       |

| Jahr | Einwohner |
| ---- | --------- |
| 1871 | 104       |
| 1885 | 101       |
| 1892 | [00]106   |
| 1895 | 105       |
| 1900 | [00]125   |
| 1905 | 115       |
| 1910 | [00]122   |
| 1925 | 103       |

| Jahr | Einwohner |
| ---- | --------- |
| 1939 | 093       |
| 1946 | 124       |
| 2014 | [00]34    |
| 2020 | [00]39    |
| 2021 | [00]40    |
| 2022 | [0]42     |
| 2023 | [0]39     |

Quelle, wenn nicht angegeben, bis 1946:

## Religion
Die evangelische Kirchengemeinde Rathsleben gehörte früher zur Pfarrei Kossebau. Sie wird heute betreut vom Pfarrbereich Kossebau im Kirchenkreis Stendal im Bischofssprengel Magdeburg der Evangelischen Kirche in Mitteldeutschland.
Die ältesten überlieferten Kirchenbücher für Rathsleben stammen aus dem Jahre 1658.
Die katholischen Christen gehören zur Pfarrei St. Anna in Stendal im Dekanat Stendal im Bistum Magdeburg.

## Kultur und Sehenswürdigkeiten
- Die evangelische Dorfkirche Rathsleben, eine Fachwerkkirche, wurde 1828 nach dem Dorfbrand neu erbaut.[21] Als Schutzpatron der ursprünglichen Kirche wurde in einem Lehnsbrief der von Jagow aus dem Jahre 1598 St. Lorenz genannt.[1]
- Der Förderverein „Fachwerkkirche St. Lorenz“ Rathsleben e. V. will mit seiner Arbeit das Kirchengebäude und dessen Umfeld sanieren und gestalten.[9]
- Der Ortsfriedhof ist auf dem Kirchhof.

## Sage vom Rathslebener Dom
Der Bretscher Pfarrer August Hofmeister überlieferte im Jahre 1841 die Sage vom Rathslebener Dom. Vor vielen hundert Jahren sei im Dorf ein Dom gewesen. Die beiden größten Höfe hätten eine große Besitzung umfasst, die einem Domherrn gehörte, der dort wohnte. Der hatte diesen Domhof an das Kloster Krevese abgetreten und war dann nach Berlin gezogen. Einzelne Einwohner hätten für den Domherrn in Berlin Küchenholz spalten müssen. Hofmeister meint, das Historische läuft wohl darauf hinaus, dass vielleicht der Probst zu Krevese hier ein Kirchengut hatte. Darauf deutet ein großes Mauerwerk in der Erde eines Hofes, das 1841 der Rathskeller genannt wurde. Das zugehörige Rathsleber Rätsel lautet so:
Im Rathsleber Dom, Da steit ’ne gele Blom; Wer de gele Blum will plücken, De mütt den ganzen Dom terdrücken.
Es ist darunter das Ei zu verstehen, dessen Schale durch den Dom ausgedrückt wird.